# الکس هنسی
الکس هنسی (انگلیسی: Alex Hennessy؛ زادهٔ ۲۳ نوامبر ۲۰۰۴) بازیکن فوتبال اهل انگلستان است که در پست هافبک برای بیلریکای سیتی بازی می‌کند.
وی همچنین در تیم‌های ملی فوتبال زیر ۱۵ سال زنان انگلستان, زیر ۱۶ سال زنان انگلستان، و زیر ۱۹ سال زنان انگلستان بازی کرده است.